# Rhapsodie viennoise
La Rhapsodie viennoise est une courte pièce orchestrale de Florent Schmitt. Composée en 1911, elle résulte de l'orchestration d'une pièce d'un recueil de trois rhapsodies pour deux pianos composé en 1904-05. Elle fut créée en novembre 1911 aux Concerts Lamoureux par Camille Chevillard.

## Analyse de l'œuvre
À la manière de Johann Strauss, c'est un mouvement de valse avec une introduction pleine d'entrain précédant l'exposition du thème principal sans autre objet que le pur divertissement.
- Durée d'exécution: huit minutes.